# Gefälle (Recht)
Das Gefälle ist im Steuerwesen seit dem Mittelalter und der frühen Neuzeit der Name für verschiedene obrigkeitliche, kirchliche oder gerichtliche Erträge, Einkünfte oder Abgaben. Eintreiber waren die Gefällesbeamten.
Im Steuerwesen bis zum Ende des 19. Jahrhunderts bezeichnete es eine Monopol- oder Verbrauchssteuer (vor allem in Verbindungen wie Salzgefälle, Biergefälle, Tabakgefälle, Gerichtsgefälle), siehe auch Akzise. Im österreichischen Finanzstrafrecht ist der Ausdruck in diesem Sinne für indirekte Steuern und Abgaben veraltet, aber noch gültig bis heute in Gebrauch (Gefällsübertretung, siehe Gefällsstrafrecht von 1836).

## Wortherkunft
Gefälle, in einigen oberdeutschen Gegenden ehedem nur Velle, in Österreich und der Schweiz auch Gült oder Gilt, sind der Ertrag bzw. die Einkünfte, welche „von einem Grundstücke fallen“, im Sinne von Abgaben, welche man dem Grundherren oder der Obrigkeit von einem Gute oder von einer Sache entrichtet.
Andere Begriffe lt. Adelung:
- Herrengefäll (Einkünfte des Grund- oder Landesherren);
- Holzgefäll (Einkünfte aus einem Wald oder Gehölz);
- Gerichtsgefälle (Ertrag eines Gerichtes in Ansehung des Gerichtsherren);
- Mastgefäll (Einkünfte von der Holzmast in einem Wald);
- Wildgefäll (Einkünfte vom gejagten oder geschossenen Wild).
- Leibfall (auch Gewandfall oder Lass, von Personen ohne Nachkommen musste nach dem Ableben das jeweils beste Gewand an den Lehnsherren abgeben werden, Nichtsesshafte das Beste was sie hatten)
- Hauptfall oder Bestfall (das wertvollste Tier; Haupt = Kopf, zumeist Zugochse oder Kuh, fiel bei dem Tod des Lehensnehmers an den Lehensherren)